# آسيومان داباك
آسيومان داباك (بالتركية: Asuman Dabak) هي ممثلة تركية، ولدت في 1 فبراير 1970 في تركيا.

## وصلات خارجية
- آسيومان داباك على موقع IMDb (الإنجليزية)
- آسيومان داباك على موقع ألو سيني (الفرنسية)
- آسيومان داباك على موقع قاعدة بيانات الأفلام السويدية (السويدية)
- آسيومان داباك على موقع قاعدة بيانات الفيلم (الإنجليزية)
- آسيومان داباك على موقع كينوبويسك (الروسية)